# Johan Daniel Kreber
Johan(n) Daniel (von) Kreber (13. oktober 1719 i Glückstadt – 24. marts 1790 i København) var en dansk officer, far til Christoph Daniel Kreber.
Han var søn af kaptajn ved Holstenske Infanteriregiment Daniel Kreber (ca. 1682-1760) og Catharina Dorothea født Freiers (1697-1754). Han blev 1739 overtallig fændrik ved Holstenske Regiment, 1741 som virkelig fændrik forsat til Fodgarden, 1742 sekondløjtnant, 1747 premierløjtnant og 1758 kaptajn. Som sådan havde han majors rang og fik denne titel, da han 1761 blev kommandør for en af de bataljoner, der under troppesamlingen i Holsten dannedes af de fra de norske nationalregimenter nedsendte grenaderkompagnier. 1763 blev Kreber kommandør for Slesvigholstenske Nationalbataljon, 1764 premiermajor ved Kronprinsens Regiment, 1765 oberstløjtnant. Samme år fik Kreber atter kommandoen over en kombineret grenaderbataljon, denne gang sammensat af fem danske kompagnier, der sendtes til Norge for at dæmpe de i anledning af "ekstraskatten" blandt Bergenegnens bønder udbrudte uroligheder. "Strilekrigen", som den kaldtes, løb dog af uden blodsudgydelse, men selve hvervet er et vidnesbyrd om, at Kreber var anset for en både energisk og besindig officer. 1767 blev Kreber forsat til Danske Livregiment, og ved Gardernes omordning samme år blev han kommandør for fodgardebataljonen, 1769 derimod chef for Delmenhorstske Regiment og 1777 generalmajor. 1774 ledsagede han prins Carl af Hessen til Norge, hvor prinsen ville overdrage ham et andet regiment for at beholde ham hos sig, men dette forhindredes af kollegiet. 1788 fungerede han som brigadekommandør ved den på Sjælland sammendragne hær. 1789 opløstes Delmenhorstske Regiment og blev stukket ind i Arveprins Frederiks, for hvilket Kreber så blev chef, idet han tillige udnævntes til generalløjtnant og - på prins Carls anbefaling - inspektør over linjeinfanteriet i Danmark. Han døde i København 24. marts 1790.
Kreber spillede en rolle i stavnsbåndets løsning, idet han som kommandør for det i Viborg liggende regiment igennem flere år forsvarede sine nationalrekrutter mod de godsejere, der søgte at håndhæve stavnsbåndet over for de afgivne karle, når disse mellem eksercertiderne havde orlov fra regimentet. 
Kreber blev gift 16. juni 1751 i Garnisons Kirke med Benedicta Eleonora Gedde (19. maj 1726 - 17. marts 1783 i Skive), datter af overkonduktør i Ingeniørkorpset, senere generalmajor Samuel Christoph Gedde (1691-1766) og Marie Elisabeth født Pechernaut de le Remière (1705–51).
Han er begravet på Garnisons Kirkegård.
Der findes et tegnet silhouet signeret "de Lassen" 1783 (Det Kongelige Bibliotek).